# Bellakeo
"Bellakeo" é uma canção gravada pelo artista musical mexicano Peso Pluma e pela artista musical brasileira Anitta.
Lançada no dia 7 de dezembro de 2023, o reggaeton alcançou sucesso nas plataformas digitais, quando entrou no Top Global do Spotify, tornando-se a sétima música de Anitta a posicionar-se entre as mais ouvidas do mundo. Além disso, entrou em outros chats, como o Billboard Brasil Hot 100 e Billboard Global 200.

## Antecedentes e lançamento
Após o lançamento do álbum Génesis, de Peso Pluma, o cantor também alcançou sucesso em suas outras canções de reggaeton como "Quema" com o cantor colombiano Ryan Castro; "Ex-Special" com o cantor porto-riquenho Jhayco, "Ojos Azules" com o cantor colombiano Blessd ou "La Chamba " com o cantor americano Arcángel.
No início de dezembro de 2023, Anitta anunciou através de seu canal de WhatsApp e outras redes sociais o lançamento da música, com lançamento previsto para 7 de dezembro.  Eles também compartilharam prévias do videoclipe.

## Desempenho
| Chart (2023)                                    | Melhor posição |
| ----------------------------------------------- | -------------- |
| Brasil (Brasil Hot 100)                         | 46             |
| Mundo (Billboard Global 200)                    | 127            |
| Estados Unidos (Bubbling Under Hot 100 Singles) | 20             |
| Estados Unidos (Billboard Hot Latin Songs)      | 15             |